# Diplochita swartziana
Diplochita swartziana là một loài thực vật có hoa trong họ Mua. Loài này được (Rich. ex Bonpl.) DC. mô tả khoa học đầu tiên năm 1828.